# فرانك كولينز ايمرسون
وهو سياسي أمريكي ينتمي إلى الحزب الجمهوري ولد فرانك كولينز ايمرسون في 26 أيار - مايو من سنة 1882 في ولاية ميشيغان الأمريكية حصل ايمرسون على بكالوريوس العلوم في الهندسة من جامعة ميشيغان في عام 1904 أصبح ايمرسون حاكما على ولاية وايومنغ في 3 كانون الثاني - يناير سنة 1927 حتى وفاته في 18 شباط - فبراير من سنة 1931.